# Крестителево
Крести́телево (укр. Хрестителеве) — село в Золотоношском районе Черкасской области Украины. Расположено на реке Буромка (Буромля).
Почтовый индекс — 19922. Телефонный код — 4739.

## Население
Население по переписи 2001 года составляло 1217 человек.

### Языковой состав
Родной язык населения по данным переписи 2001 года:
| Язык       | Численность, чел. | Доля     |
| ---------- | ----------------- | -------- |
| Украинский | 1 199             | 98,52 %  |
| Другое     | 18                | 1,48 %   |
| Итого      | 1 217             | 100,00 % |

## Местный совет
19922, Черкасская обл., Золотоношский р-н, с. Крестителево, ул. Щорса, 33